# Эдвардс, Тоня
Тоня Ларэй Эдвардс (англ. Tonya LaRay Edwards; род. 13 марта 1968 года во Флинте, Мичиган, США) — американская профессиональная баскетболистка, выступала в женской национальной баскетбольной ассоциации. Была выбрана на драфте ВНБА 1999 года в первом раунде под общим седьмым номером клубом «Миннесота Линкс». Играла на позиции атакующего защитника. По окончании университета Теннесси возглавила тренерский штаб родной школьной команды «Нортуэстерн Уайлдкэтс». В настоящее время работает на должности ассистента главного тренера в команде «Лос-Анджелес Спаркс».

## Ранние годы
Тоня Эдвардс родилась 13 марта 1968 года в городе Флинт (штат Мичиган), а училась она там же в Северо-Западной средней школе, в которой выступала за местную баскетбольную команду.